# 차우더

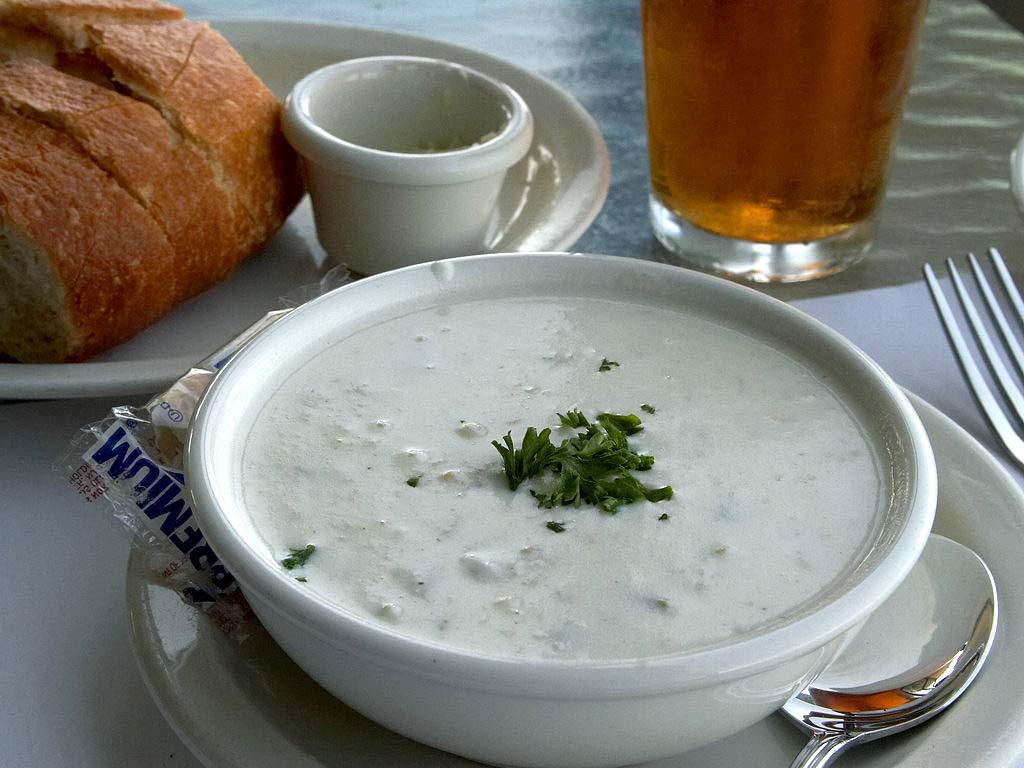
클램 차우더

차우더(영어: Chowder)는 조개 또는 생선과 채소류로 만든 미국식 수프이다.

## 조리법
해산물, 감자, 베이컨, 크림 등을 넣어 삶은 수프이다. 조개를 넣으면 조개 차우더, 흰살 생선을 넣으면 생선 차우더, 옥수수를 넣으면 콘 차우더, 구운 콩을 넣으면 콩 차우더가 된다.

## 어원
차우더라는 명칭은 영어에서 음식이나 식사를 의미하는 속어 'Chow'에서 비롯되었다는 설과, 프랑스어로 큰 냄비를 뜻하는 'chaudière'에서 비롯되었다는 설이 있다. 이러한 것과 무관하게, 차우더는 미국에서 생긴 요리이다. 캐나다 퀘벡주 마들렌 제도에는 'Tchaude'라는 수프가 있는데, 이것이 차우더와 관계가 있다고 하는 설도 있다.

## 같이 보기
- 비스크 (음식)
- 전골
- 크림 수프
- 오징어 (음식)